# 阿里·萨利姆·比德
阿里·萨利姆·比德（羅馬化：‘Alī Sālim al-Bīḍ；1939年2月10日—），也门政治家，曾任也门社会党总书记（1986年—1994年）、也门副总统（1990年—1994年），是1986年—1994年南也门（1990年后为也门南部）的实际最高领导人。
他出生在亚丁殖民地Ar Raydah Wa Qusayar区（今属哈德拉毛省）。早年，取得商业学位。1961年，在穆卡拉任学校教师。1963年，加入民族解放阵线（简称“民阵”），并创建民阵穆卡拉地方委员会。1965年，转入地下。1966年，任民阵哈德拉毛省委员会委员。南也门独立后的1971年，任哈德拉毛省委员会秘书长、民阵全国中央委员会候补委员。1975年，任学校教育和职业培训部副部长、民阵全国中央委员会委员。1977年，任民阵中央政治局候补委员。1981年，任也门社会党中央政治局委员（1978年，民阵改组为也门社会党）。1986年，以前总书记阿卜杜勒·法塔赫·伊斯梅尔为首的强硬派和以时任总书记阿里·纳赛尔·穆罕默德为首的温和派之间爆发12天的南也门内战，后以伊斯梅尔被杀、阿里·纳赛尔逃往北也门、强硬派获胜告终，属于强硬派的比德接任也门社会党总书记。1990年，与北也门方面合作，实现也门统一。1994年内战爆发后，宣布成立也门民主共和国，任总统；输掉内战后，逃往阿曼。2009年，恢复政治活动，并成为南方运动的领导人，多次呼吁南也门恢复独立，但也因此丧失在阿曼的居留权。